# LFE
LFE, acronimo di Low Frequency Effects, è il nome di una traccia/canale audio usata in un sistema di riproduzione audio per riprodurre suoni e rumori in bassa frequenza, soprattutto i bassi profondi tra un intervallo di circa 3 Hz e 120 Hz. Il canale LFE è stato originariamente concepito nelle produzioni cinematografiche in 70 mm, per fornire una traccia audio separata da inviare a uno o più altoparlanti appositamente progettati chiamati subwoofer, posizionati dietro lo schermo cinematografico.

## Storia
Il canale LFE è nato nelle produzioni cinematografiche durante l'uso del 'Dolby Stereo 70 mm a sei tracce'.
Il 'Dolby Stereo 70 mm a sei tracce' usato in alcune pellicole cinematografiche dalla Metro-Goldwyn-Mayer a metà degli anni 70, aveva nella sua disposizione originale 5 canali frontali: sinistro, destro, centrale-sinistro, centrale, centrale-destro, più un canale surround, ma l'uso delle tracce intermedie dedicate al canale centrale-sinistro e centrale-destro venne presto abbandonata. Lo spazio preesistente per questi canali venne lasciato vuoto o riempito miscelando i canali adiacenti. In seguito Dolby usò questi canali per la traccia LFE, sfruttando nei cinema le unità dei bassi dei canali intermedi inutilizzati. In seguito, la capacità inutilizzata di questi canali, è stata usata per lo 'stereo surround' in sostituzione del 'mono surround', e successivamente ha dato origine alla moderna assegnazione dei canali 5.1 del Dolby Digital.

## Utilizzo
Il canale LFE viene solitamente impiegato in un sistema di riproduzione audio, per riprodurre rumori ed effetti sonori con tonalità estremamente basse, anche intorno alla gamma dei 20 Hz, per esempio come quelli usati per simulare le vibrazioni di un terremoto, il lancio di un missile o l'esplosione di bombe di profondità. L'orecchio umano è poco sensibile ai suoni a frequenze così basse, per cui è necessaria un'elevata potenza di amplificazione durante la fase di riproduzione per far sì che l'orecchio umano riesca a percepirle.
Il canale LFE, oltre alla riproduzione di effetti sonori a bassa frequenza, può essere usato anche per includere suoni di strumenti musicali acustici, come i suoni della pedaliera di un organo a canne o le note più basse di un contrabbasso, ma anche suoni di strumenti elettronici come sintetizzatori ecc.. che possono riprodurre note in tonalità molto bassa.

## Sistemi Home theater
Dal 1990, con la diffusione dei sistemi home cinema, il canale LFE viene sfruttato in sistemi audio multicanale (vedi in dettaglio Audio multicanale) per migliorare l'esperienza visiva di film in DVD e Blu-ray. Un comune sistema audio Dolby Digital a 5.1 canali è costituito da una gamma principale di 5 altoparlanti pilotati dai relativi canali audio (sinistro, centrale, destro, surround posteriore sinistro e surround posteriore destro) e un subwoofer pilotato dal canale LFE.
Spesso in sistemi economici per uso casalingo o per computer, il canale usato dal subwoofer può servire anche ad integrare il contenuto complessivo di bassi per compensarne eventuali carenze. In questi sistemi vengono usati diffusori 'satelliti' (piccoli diffusori acustici con banda limitata alle frequenze medio-alte) al posto dei normali diffusori a banda audio completa, questo per risparmiare e, viste le ridotte dimensioni, anche per facilitarne la collocazione in un ambiente domestico; i diffusori satelliti in genere non sono in grado di riprodurre le frequenze più basse. In questi casi Il canale che va al subwoofer non è usato solo per trasportare le informazioni supplementari decodificate dal Dolby Digital o DTS, ma tutti i suoni a bassa frequenza di tutti i canali audio, miscelati automaticamente attraverso un sistema di gestione dei bassi. Questo sistema di gestione può indirizzare le basse frequenze ad uno o più subwoofer (se presente) da qualsiasi canale, non solo dal contenuto del canale LFE; in questo caso non è tecnicamente corretto chiamare LFE il canale del subwoofer, anche se spesso viene definito come tale in quanto generalmente contiene anche la traccia LFE.